# 海底扩张学说

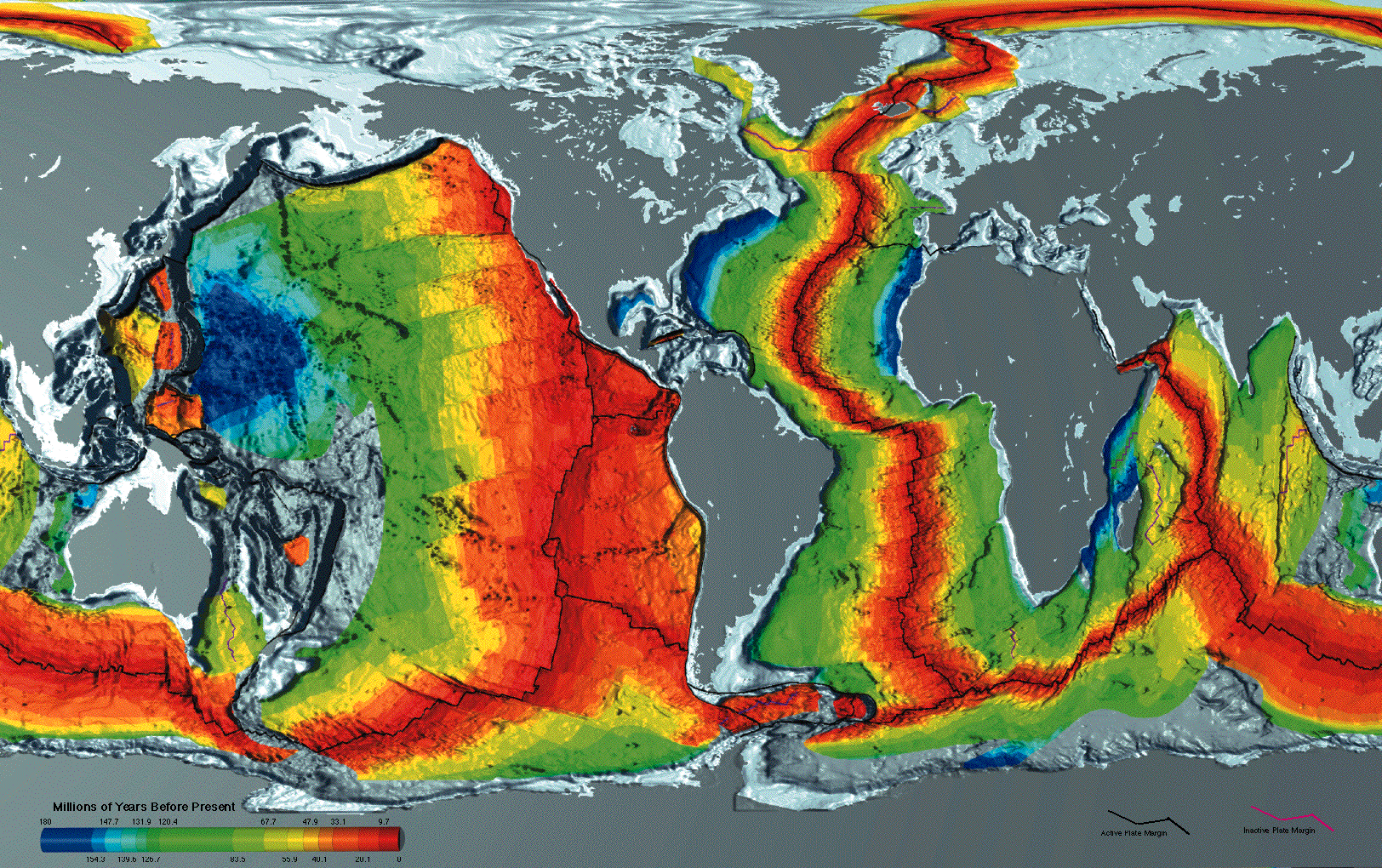
海洋地殼的年齡。最年輕的地殼（紅色），是沿擴張中心。

海底擴張學說是在大陸漂移學說的基礎上所發展出的進階地球地質活動學說。在各大洋的中央有一帶狀分布的中洋脊，這些帶中洋脊是下方地函軟流層的出口。不斷涌出的熔岩自中洋脊流出，冷卻而成為剛性強的大洋地殼。大洋地殼不斷的受到新由中洋脊湧出的熔岩所推擠而向兩旁移動，使海面積擴大，同時大陸地殼受到推擠而分離。

## 科學發現
1960年時哈里·哈蒙德·赫斯在美國海軍研究辦公室提出地球的地殼自長度極長且有火山活動的中洋脊向兩側橫向移動。赫斯直到布鲁斯·希森（1953年，拉蒙特-多爾蒂地球觀測所）發現了沿著大西洋洋中脊的全球性大裂谷以後才得以了解他所探測的北太平洋海床的狀況。相關內容之後被命名為「海底扩张学说」，並且該學說使先前阿尔弗雷德·魏格纳提出的大陆漂移学说（在當時幾乎被忽略）科學基礎更加穩固。這項發現促成了地球科學革命性的發展。赫斯的報告於1962年以標題《History of Ocean Basins （页面存档备份，存于）》 正式出版，並且在當時是固體地球物理學界最常被引用的單一論文。赫斯也致力於其他方面的地球科學研究，包含莫霍计划（1957年至1966年）的可行性與深海钻探计划技術研究。

## 参看
- 大陸漂移学说
- 板块构造学说
- 哈里·哈蒙德·赫斯